# St. Johann (Albersweiler)
St. Johann ist ein Ortsteil der Ortsgemeinde Albersweiler im Landkreis Südliche Weinstraße in Rheinland-Pfalz.

## Lage
St. Johann liegt am nordöstlichen Rand des Siedlungsgebiets von Albersweiler und ist baulich mit dem Kernort weitestgehend zusammengewachsen. Nördlich schließt sich die Haardt, wie der Ostrand des Pfälzerwald genannt wird, an und östlich Weinberge des Weinanbaugebiets Pfalz. Zu St. Johann gehören die örtliche Schlossstraße und die Löwensteinstraße.

## Geschichte
Im Jahr 985 wurde St. Johann Opfer des Salischen Kirchenraubs. In der frühen Neuzeit waren die Grafen von Löwenstein-Scharfeneck Ortsherren. Sankt Johann war bis Ende des 18. Jahrhunderts Hauptort der Herrschaft Scharfeneck. 1798 wurde der Ort an Frankreich angegliedert.

## Infrastruktur
St. Johann besitzt eine Haltestelle der Buslinie 521, die den Ort mit Landau in der Pfalz, Frankweiler, Albersweiler, Eußerthal, Dernbach und Ramberg verbindet. Außerdem befindet sich ein Wanderparkplatz vor Ort; St. Johann selbst ist zudem Ausgangspunkt des Wanderwegs Pfälzer Hüttentour und Station des Pfälzer Keschdeweg. Der 1984 aufgelassene Bahnhof Albersweiler trug in den ersten Jahrzehnten seines Bestehens die Bezeichnung Albersweiler-St. Johann.
Vor Ort befinden sich außerdem das Löwensteiner Schloss sowie eine Kirchruine, die beide unter Denkmalschutz stehen.